# Minsk Kristall

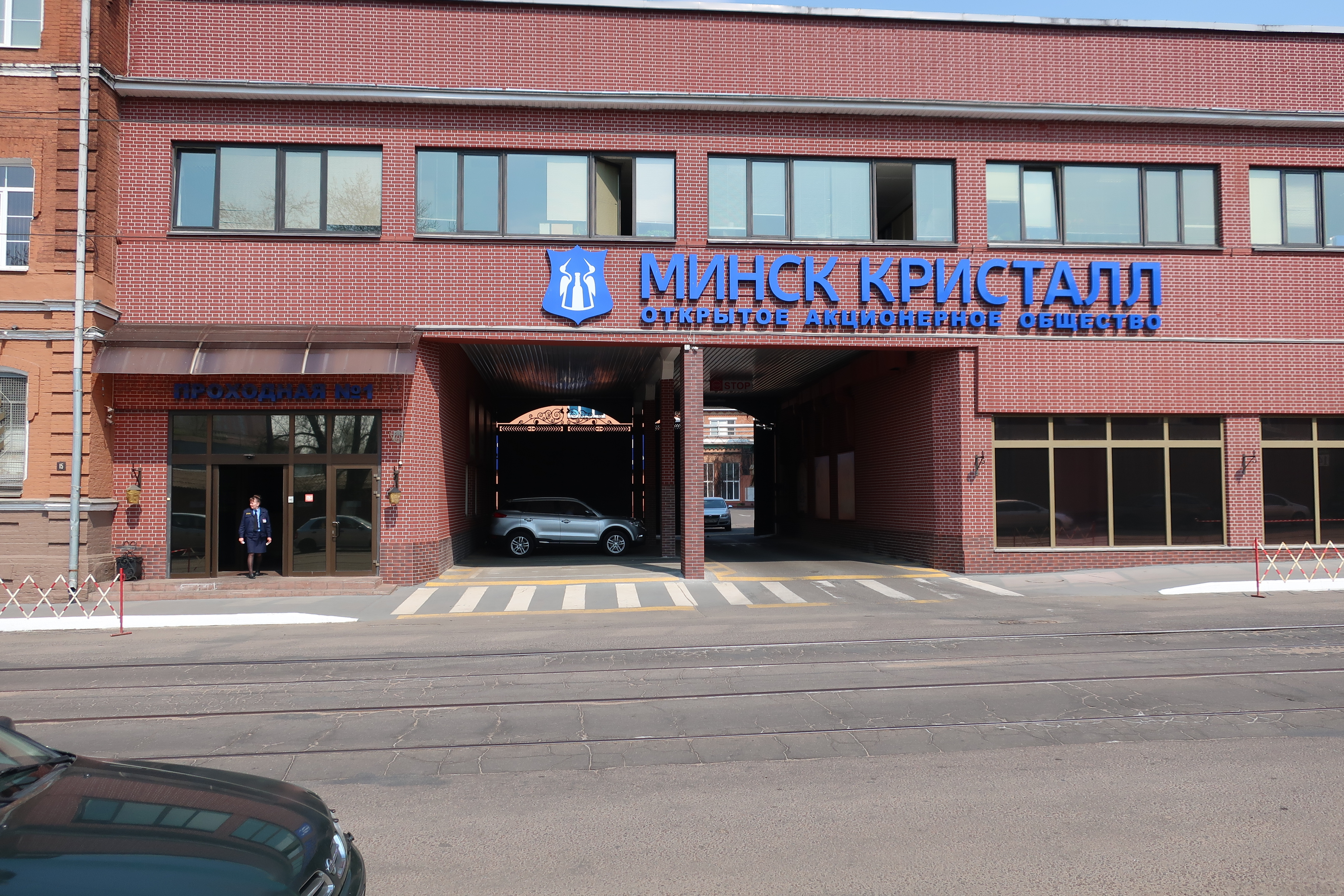
Produktionsstandort in Minsk

Die Minsk Kristall-Gruppe (belarussisch Менск Крышталь, russisch Минск Кристалл) ist der größte Hersteller alkoholischer Getränke in Belarus. Die Unternehmensgruppe, die sich in Staatshand befindet, produziert und vertreibt verschiedene Spirituosen wie Wodka, Gin, Rum, Whiskey, Tequila und verschiedene Obst- und Kornbrände.
Minsk Kristall geht auf eine Brennerei zurück, die 1893 von zwei Brüdern in Minsk gegründet wurde.